# Мартиньяно
Мартиньяно (итал. Martignano) — коммуна в Италии, располагается в регионе Апулия, в провинции Лечче.
Население составляет 1770 человек (2008 г.), плотность населения составляет 295 чел./км². Занимает площадь 6 км². Почтовый индекс — 73020. Телефонный код — 0832.
Покровителем коммуны почитается святой великомученик Пантелеймон, празднование 27 июля.
Населяемая в основном меньшинством греческого происхождения, говорящим также на диалекте греческого языка, коммуна входит в Союз городов Салентийской Греции (Unione dei Comuni della Grecìa Salentina).

## Демография
Динамика населения:

## Администрация коммуны
- Официальный сайт: http://www.comune.martignano.le.it/